# HMA No. 1

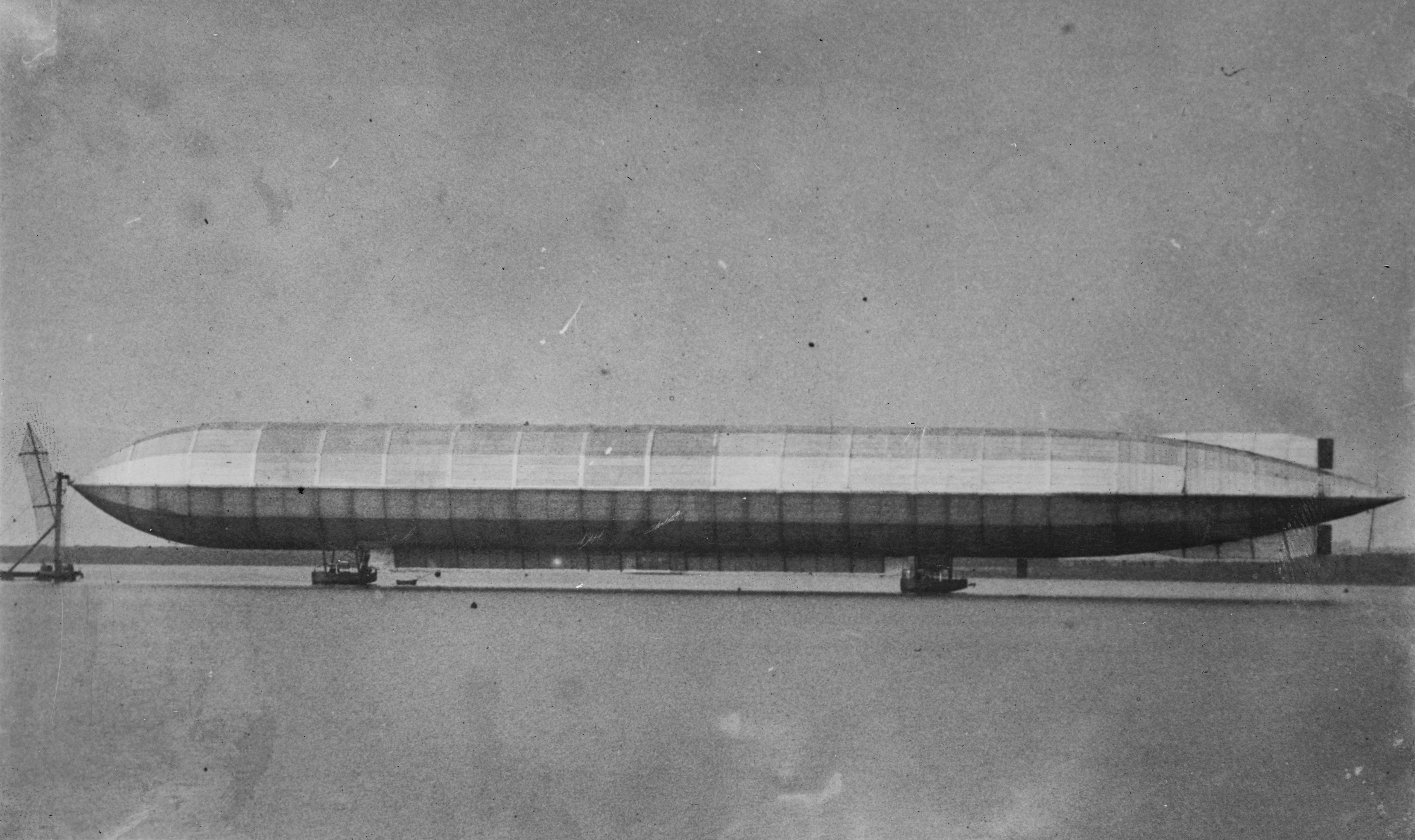
Die Mayfly an ihrem Ankerplatz in Barrow-in-Furness (September 1911)

Die HMA No. 1 Mayfly (His Majesty's Airship No. 1, englisch Eintagsfliege) war das erste britische Starrluftschiff. Es wurde am 24. September 1911 durch eine Windböe zerstört, ohne je eine Fahrt gemacht zu haben.

## Geschichte

### Entwicklung und Bau
Im Juli 1908 empfahl der britische Captain Reginald Bacon, damals Director of Naval Ordnance der Royal Navy, den Bau eines Luftschiffs nach den Konstruktionsprinzipien der frühen deutschen Luftschiffe des Luftfahrtpioniers Ferdinand von Zeppelin. Das Rüstungsunternehmen Vickers, Sons & Maxim in Barrow-in-Furness gab im März 1909 ein Angebot ab, die Royal Navy bestellte das Luftschiff bei Vickers im Mai 1909.

### Erprobung

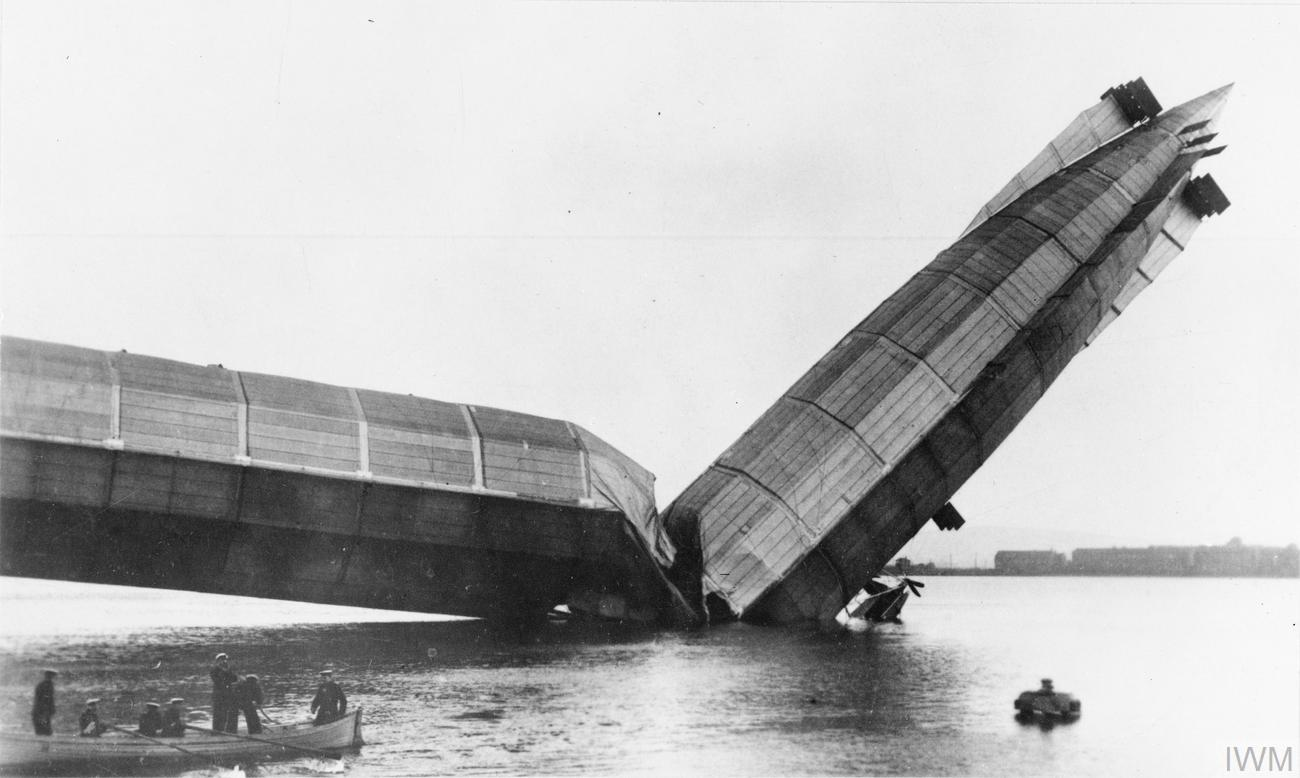
Die zerstörte Mayfly am 24. September 1911

Am Montag, den 22. Mai 1911, wurde die Mayfly frühmorgens um 04:10 erstmals aus dem Hanger gezogen und schwamm auf ihren Gondeln vor dem Cavendish Dock.
Bei einem weiteren Aushallen am 24. September 1911 zerbrach das Luftschiff in zwei Hälften.

## Konstruktion
Das Traggerüst bestand aus der Aluminiumlegierung Duraluminium, das fast gleichzeitig mit der Konstruktion des Luftschiffs 1909 auf den Markt gekommen war. Die Luftschiffbau Zeppelin GmbH verwendete Dural erst ab 1914, beginnend beim Militärluftschiff LZ 26.